# Und finden dereinst wir uns wieder…
Und finden dereinst wir uns wieder… ist ein deutscher Spielfilm aus dem Jahre 1947 von Hans Müller mit Paul Dahlke und einer Reihe von Nachwuchsschauspielern in den Hauptrollen. Der Geschichte lag eine Novelle von Hertha von Gebhardt zugrunde. In Österreich lief der Film unter dem Titel Verführte Jugend.

## Handlung
Deutschland im Frühjahr 1945. Die Alliierten stehen kurz vor der vollständigen Besetzung des Landes, und alles scheint in Auflösung begriffen. Da entscheiden sich fünf noch immer vom Glauben an Führer und Endsieg beseelte Jungen einer aus dem Kriegsgebiet nach Westfalen verlagerten Schulklasse dazu, sich nach Berlin aufzumachen, um dabei zu helfen, die von der Roten Armee belagerte Stadt von der Einkesselung zu befreien. Die älteren Lehrer wie etwa Studienrat Bockendahl fragen sich angesichts der starken Umwälzungen besorgt, was nun mit ihrem Land werden soll. Die fünf Halbwüchsigen reisen zunächst zu ihrem von ihnen hoch verehrten Lehrer Assessor Paulke, bislang ein zutiefst linientreuer Vertreter nationalsozialistischer Ideologie, der sich aber seiner braunen Vergangenheit schnellstmöglich zu entledigen versucht. Er bittet seine entgeisterten Schüler ihm dabei zu helfen, seine SA-Kluft loszuwerden, die ihn als Sturmführer ausweist. Vor allem der Schüler Wolfgang ist fassungslos angesichts des von Paulke ausgehenden Defätismus; für ihn stürzt eine Welt zusammen. Die Jungen, einschließlich des Hundes, der dem Jüngsten der Schüler hinterherläuft, marschieren weiter und werden weiterhin mit den Folgen des von Hitler-Deutschland entfesselten Krieges konfrontiert.
In einem überfüllten Zug sagt eine Frau: „Wir haben alle viel zu lange geschwiegen, bei allem, aber jetzt müssen wir reden, wie lange will er denn noch weitermachen, dieser …“ Sie will „Mörder“ sagen, da wird sie von Wolfgang unterbrochen. Er widerspricht und gibt verzweifelt sein Credo wieder: „Was haben wir denn anderes als den Glauben an den Führer und an den Sieg?“ Schließlich fällt der Erste der Schüler, und allmählich beginnen auch die gläubigsten Jungnazis unter ihnen am Sinn ihrer wahnwitzigen Unternehmung zu zweifeln. An einem Holzkreuz, das die Jungen für ihren toten Freund mitten im Berliner Kampfgebiet errichten, flüstert Wolfgang dem schon etwas betagteren Gefreiten Gehlhorn zu, dass nun auch er in Hitler nur noch einen Mörder sehen könne, wie es schon einst seine Mutter tat, als sie die Nachricht vom Tode des Vaters auf den sowjetischen Schlachtfeldern erhielt. Gehlhorn wird nicht nur zum väterlichen Beschützer der jungen Soldaten, sondern auch zur Mahnung zu mehr Menschlichkeit und einer friedlichen Zukunft. Gehlhorn sorgt auch dafür, dass Wolfgang unbeschadet nach Hause kommt. Für ihn und die anderen Halbwüchsigen ist hiermit der Krieg beendet. Was bleibt, ist eine Hoffnung, die sich in Goethes Worten (aus Hermann und Dorothea) manifestiert: „und finden dereinst wir uns wieder über den Trümmern der Welt, so sind wir erneute Geschöpfe …“

## Produktionsnotizen
Und finden dereinst wir uns wieder… entstand zwischen dem 25. April und dem 10. Juli 1947 im Atelier Berlin-Tempelhof, in Lüdenscheid und Umgebung sowie auf der Burg Altena in Westfalen. Gerhard Ladner schuf die Filmbauten, Helmuth Schönnenbeck und Peter Wehrand waren Produktionsleiter. Die Uraufführung erfolgte in der Filmbühne Wien in Berlin am 2. Dezember 1947.
Als Erzähler ist Carl Raddatz zu hören.

## Kritiken
In Der Spiegel hieß es: „Echte Wochenschaubilder stehen unversöhnt neben der etwas fadenscheinigen Kamera-Arbeit, die eher in einen billigen Werbefilm gehört. Und ebenso unvereinbar stehen sich die Problematik dieser grausigen Monate und die unzulänglichen künstlerischen Mittel gegenüber. Dramaturgie und Regie (Hans Müller) sind so lose geschneidert, daß ein Sprecher (Carl Raddatz) über die Uebergänge hinweghelfen muß.“
Das Lexikon des Internationalen Films sah in dem Film einen „Film, der die damalige Jugend als Opfer ihrer Erziehung zeigt. Er ist nicht gleichmäßig überzeugend, aber im Vergleich zu anderen zeitkritischen Versuchen achtbar. Zugleich ein Stück historischen Anschauungsunterrichts.“